# Cetamololo
Il cetamololo è un composto organico ad attività simpaticomimetica appartenente alla famiglia dei β1-bloccanti cardioselettivi. Studi in vivo hanno dimostrato l'attività antipertensiva del cetamololo cloridrato (Numero CAS: 77590-95-5).